# 朝倉氏景
朝倉氏景（日语：／ Asakura Ujikage，1449年4月27日—1486年8月3日）是日本室町時代至戰國時代越前的戰國大名，朝倉氏第8任當主，父親是朝倉孝景，母親是朝倉將景之女圓溪真成大姊，兒子是朝倉貞景。

## 生涯
應仁之亂爆發後，氏景與父親孝景原本同屬西軍，但是後來孝景返回越前與東軍交涉轉投對方陣營，為了主瞞騙西軍便將氏景作為人質留在京都。文明3年（1471年）5月21日，孝景接獲室町幕府確保其獲得越前守護一職的書信後，公然表示轉投東軍，氏景在6月8日離開西軍陣營前往東軍的細川成之的屋敷，及後在6月23日返回越前。
文明13年（1481年），孝景死去，由氏景繼任家督，並且在同年的9月15日擊敗甲斐氏，成功與三位叔父朝倉經景、朝倉光玖和朝倉景冬聯手平定越前。由於朝倉氏在孝景一代時與第8任將軍足利義政和管領細川勝元聯手，以下克上的形式奪取斯波氏的領國越前，因此舊主斯波義寬屢次要求復任越前守護一職，朝倉氏對此置若罔聞，由此可見室町幕府當時仍然擁有相當大的影響力。
斯波氏作為足利將軍家的陪臣，相對地朝倉氏只是外樣，由於斯波氏是足利氏一門中的有力守護家，如果斯波氏奪回越前的支配權，鄰國必然會介入。加上，朝倉氏在斯波氏效力期間，已經與甲斐氏和二宮氏爭鬥，因此氏景為了確保在越前的支配權，最初便與佛教勢力平泉寺結盟，以宗教勢力控制越前。其後，為了對抗與足利將軍家有深厚關係的斯波氏，氏景便接納美濃國的齋藤妙純的建議，擁立敵對的斯波義廉之子斯波義俊繼承足利將軍家的御連枝鞍谷公方，從而讓越前在名義上成為鞍谷公方的領國，令斯波武衛家無法復任越前守護。
斯波氏雖然在足利一門中份屬名門，早在鎌倉時代便已經是足利氏的分家，但是鞍谷公方的家祖是第4任將軍足利義持之弟足利義嗣之子足利嗣俊，因此在家格上鞍谷公方遠勝於斯波氏。氏景擁立義俊成為鞍谷公方後，成功讓斯波氏屈服，雖然幕府對氏景此舉多有微言，但是木已成舟，朝倉氏亦得已確保越前的支配權。通過一連串措施，氏景成功延續其父孝景取得的越前守護，並且通過擁立足利氏一門為國主，以傀儡政權的形式成功確保朝倉氏在越前的支配地位。
文明18年（1486年）7月4日，氏景在任守護5年後，以38歲之齡死去，家督之位其子朝倉貞景繼承。